# Skutellozaur
Skutellozaur (Scutellosaurus) – niewielki dinozaur ptasiomiedniczny z grupy tyreoforów.
Żył w epoce wczesnej jury na terenach Ameryki Północnej. Długość ciała ok. 1,2 m, wysokość ok. 50 cm masa ok. 10 kg. Jego szczątki znaleziono w USA (stan Arizona).
Mógł poruszać się zarówno na dwu, jak i na czterech nogach. Był prymitywnym, lekko opancerzonym roślinożercą.

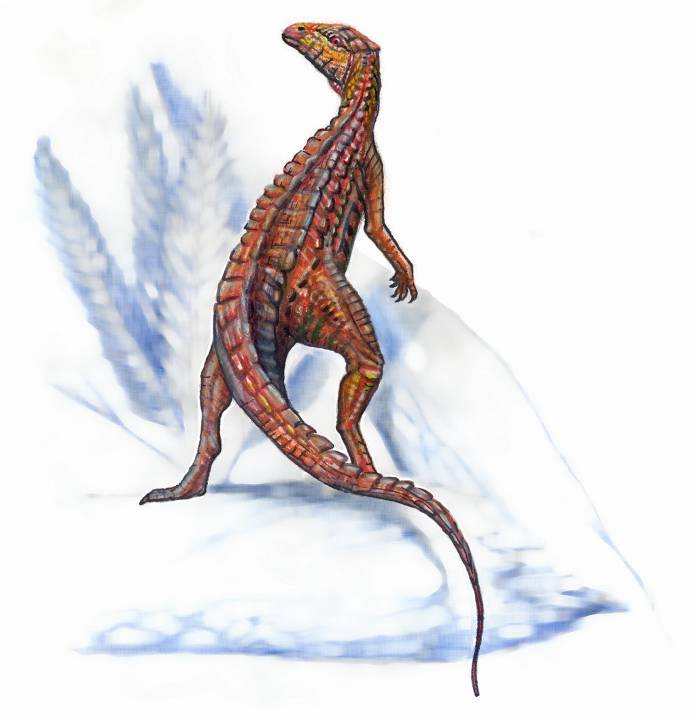